# Rainer Werner Fassbinder
Rainer Werner Fassbinder (født d. 31. maj 1945 i Bad Wörishofen, Bayern, Vesttyskland, død d. 10. juni 1982 i München, Vesttyskland) var en tysk filminstruktør.

## Liv
Rainer Werner Fassbinder er en af de mest produktive filmskabere i nyere tid. Hans over 40 film i den 13 år lange karriere er en præstation, ikke mange nutidige filmskabere kan matche. Udover spillefilmene lavede han fire tv-serier på sammenlagt 23 dele, samt diverse teateropsætninger, og han arbejdede som kameramand og skuespiller for andre instruktører. 
Dette produktionstempo kunne opnås ved, at han brugte de samme skuespillere i sine film. De kendteste er de tre kvindelige skuespillere Hanna Schygulla, Margit Carstensen og Irm Hermann.
Fassbinder havde sit udgangspunkt i teateret, og denne forkærlighed for scenen kan tydeligt ses i hans film. Han filmer med en bevidst stivhed, både i skuespillernes bevægelser og replikaflevering, men også i klipning og kameraføringen. Denne måde at filme på ligger i forlængelse af det tema, de fleste af hans film behandler: menneskers manglende evne til at ændre det samfund, som de selv har skabt og er en del af, og med det de konventioner, det består af. Hans hovedværker Effi Briest, Angst æder sjæle, Maria Brauns ægteskab og Martha viser på hver sin måde fire kvindeskæbner, som alle bøjer sig og bukker under for samfundets krav. 
Fassbinder blev fundet død i 1982 af en overdosis sovepiller og kokain.

## Filmografi
- Kærlighed er koldere end døden (1969)
- Katzelmacher (1969)
- Pestens guder (1970)
- Warum läuft Herr R. Amok? (1970)
- Den amerikanske soldat (1970)
- Das Kaffeehaus (tv-film, 1970)
- Oprøret i Niklashausen (tv-film, 1970)
- Rio das Mortes (tv-film, 1971)
- Whity (1971)
- Advarsel mod en hellig luder (1971)
- Pionererne i Ingolstadt (tv-film, 1971)
- Frugthandlerens fire årstider (1971)
- Petra von Kants bitre tåre (1972)
- Fru Geesches frihed (tv-film, 1972)
- Vildets veje (tv-film, 1973)
- Otte timer er ikke hele dagen (tv-miniserie, 1972-73)
- Verden i en tråd (tv-film, 1973)
- Nora Helmer (tv-film, 1974)
- Martha (tv-film, 1974)
- Angst æder sjæle (1974)
- Effi Briest (1974)
- Frihedens knytnæve (1975)
- Wie ein Vogel auf dem Draht (tv-kortfilm, 1975)
- Mutter Küsters' himmelfart (1975)
- Angst for angsten (tv-film, 1975)
- Jeg vil jo kun, at I elsker ham (tv-film, 1976)
- Satans yngel (1976)
- Kinesisk roulette (1976)
- Bolwieser (tv-film, 1977)
- Frauen in New York (tv-film, 1977)
- Den desperate mand (1978)
- Tyskland i efteråret (dokumentarfilm, 1978)
- I et år med 13 måner (1978)
- Maria Brauns ægteskab (1979)
- Den tredje generation (1979)
- Berlin Alexanderplatz (tv-miniserie, 1980)
- Lili Marleen (1981)
- Lola (1981)
- Teater i trance (dokumentarfilm, 1981)
- Veronika Voss' længsel (1982)
- Querelle (1982)